# José Luis Capón
José Luis González Capón (Madrid, 6 de fevereiro de 1948 — 29 de março de 2020) foi um futebolista espanhol.
Jogou pelo Atlético de Madrid entre 1970 e 1980, vencendo o Campeonato Espanhol em 1973 e 1977, a Taça de Espanha em 1976, e a Copa Intercontinental em 1974. Jogou na final da Taça dos Clubes Campeões Europeus de 1973–74, que o Atlético foi derrotado pelo Bayern de Munique.
Morreu no dia 29 de março de 2020, aos 72 anos, em decorrência de uma pneumonia ocasionada pelo COVID-19.

## Gols pela seleção
| #  | Data                  | Local                      | Adversário | Contagem | Resultado | Competição                         |
| -- | --------------------- | -------------------------- | ---------- | -------- | --------- | ---------------------------------- |
| 1. | 12 de outubro de 1975 | Sarrià, Barcelona, Espanha | Dinamarca  | 2-0      | 2-0       | Qualificação para Eurocopa de 1976 |

## Títulos

### Atlético Madrid
- Copa Intercontinental: 1974
- Campeonato Espanhol: 1972-73, 1976-77
- Taça de Espanha: 1975-76